# Leopoldova brána
Leopoldova brána je raně barokní brána na pražském Vyšehradě. Nachází se v ulici V pevnosti, je součástí vyšehradské citadely. Brána byla postavena v letech 1653 až 1672, přesný rok zahájení a dokončení stavby není znám. Vznikla pravděpodobně podle architektonického návrhu Carlo Luraga, jehož nákres stavby se zachoval. Leopoldova brána tvoří vstup do vnitřní vyšehradské pevnosti. Ačkoli byla součástí fortifikačního systému od architekta Giuseppe Priamiho, nikdy vojenskému účelu nesloužila. Funkčně využita je až od poloviny 19. století, kdy byla přes Vyšehrad postavena silnice mezi Novým městem a Pankrácí.